# Gösta Dunker
Gösta Dunker (Sandviken, 1905. szeptember 16. – 1973. június 5.), svéd válogatott labdarúgó.
A svéd válogatott tagjaként részt vett az 1934-es világbajnokságon.